# Тимонькино
Тимонькино (рос. Тимонькино) — село в Чкаловському міському окрузі Нижньогородської області Російської Федерації.
Населення становить 22 особи. Входить до складу муніципального утворення Міський округ місто Чкаловськ.

## Історія
Раніше населений пункт належав до ліквідованого 2015 року Чкаловського району. До 2015 року входило до складу муніципального утворення Вершиловська сільрада.

## Населення
1. Н/Д[3]